# Hoplostethus
Hoplostethus – rodzaj ryb z rodziny gardłoszowatych (Trachichthyidae).

## Gatunki
- Hoplostethus abramovi
- Hoplostethus atlanticus – gardłosz atlantycki[2]
- Hoplostethus cadenati
- Hoplostethus confinis
- Hoplostethus crassispinus
- Hoplostethus druzhinini
- Hoplostethus fedorovi
- Hoplostethus fragilis
- Hoplostethus gigas – gardłosz wielki[3]
- Hoplostethus intermedius
- Hoplostethus islandicus
- Hoplostethus japonicus
- Hoplostethus marisrubri
- Hoplostethus mediterraneus – gardłosz[3], gardłosz śródziemnomorski[4]
- Hoplostethus melanopterus
- Hoplostethus melanopus
- Hoplostethus mento
- Hoplostethus metallicus
- Hoplostethus mikhailini
- Hoplostethus occidentalis
- Hoplostethus pacificus
- Hoplostethus rifti
- Hoplostethus rubellopterus
- Hoplostethus shubnikovi
- Hoplostethus tenebricus
- Hoplostethus vniro